# Inhibitor preuzimanja
Inhibitor preuzimanja (RI, blokator transportera) je lek koji inhibira transporterom posredovano preuzimanje neurotransmitera iz sinapse u presinaptički neuron, što dovodi do povišenja ekstracelularne koncentracije neurotransmitera i stoga povišenja neurotransmisije. Različiti lekovi koriste inhibiciju preuzimanja za izvršavanje njihovog psihološkog i fiziološkog dejstva, uključujući mnoge antidepresive i psihostimulanse.
Većina poznatih inhibitora preuzimanja utiče na monoaminske neurotransmitore serotonina, norepinefrina (i epinefrina), i dopamina. Međutim postoji i znatan broj lekova i istraživačkih hemikalija koje deluju kao inhibitori preuzimanja za druge neurotransmitere kao što je glutamat, γ-aminobuterna kiselina (GABA), glicin, adenozin, holin (prekurzor acetilholina), i endokanabinoide, između ostalih.